# Antonio Crespo
Pour les articles homonymes, voir Crespo.
Crespo  Sanjuan est un nom espagnol. Le premier nom de famille, en général paternel, est Crespo ; le second, en général maternel, souvent omis, est Sanjuan.
Antonio Crespo Sanjuan (né en 1891 à Barcelone et mort en décembre 1989 dans la même ville) est un coureur cycliste espagnol.

## Biographie
Professionnel durant les années 1910, Antonio Crespo figure parmi les pionniers du cyclisme catalan. Il s'est notamment distingue lors du Tour de Catalogne 1913 en remportant deux étapes et en terminant deuxième du classement général. Son fils Juan Crespo Hita a également été coureur cycliste.
Il meurt en décembre 1989 à Barcelone, sa ville natale, à un âge avancé (97 ou 98 ans).

## Palmarès
- 1912
  - 3e du championnat d'Espagne sur route
  - 3e du Tour de Catalogne
- 1913
  - 2e et 3e étapes du Tour de Catalogne
  - 2e du Tour de Catalogne
- 1914
  - Saint-Sébastien-Madrid :
    - Classement général
    - 2e et 3e étapes

  - 2e du championnat d'Espagne sur route
- 1916
  - 3e du championnat de Catalogne
- 1919
  - 2e étape du Tour de Tarragone